# 大鞍
大鞍，是台灣南投縣竹山鎮的一個傳統地域名稱，位於該鎮東部。相較於今日行政區，其範圍大致為大鞍里北部凸出部分。

## 歷史
台灣清治末期至日治初期，大鞍地區為一街庄，稱為「大鞍庄」，隸屬於沙連堡。該庄北與筍仔林庄為鄰，東與小半天庄為鄰，東南與勞水坑庄為鄰，南邊為山坪頂庄，西邊為田仔庄、大坑庄。
1901年（日治明治三十四年）11月，全台廢縣廳改設二十廳，該庄隸屬於斗六廳。1903年（明治三十六年）6月，該庄編入「林圮埔區」，隸屬於南投廳。1909年（明治四十二年）10月，合併二十廳為十二廳，林圮埔區改隸屬於南投廳。1920年（大正九年），全台地方制度大改正，廢十二廳改設五州二廳，該庄改制為「大鞍」大字，隸屬於臺中州竹山郡竹山庄。1931年，竹山庄升格為竹山街。
戰後竹山街改制為竹山鎮，隸屬於臺中縣，大字亦改制為里。1950年10月，中、彰、投分治，竹山鎮改隸屬南投縣。

## 聚落
本地區發展較早的聚落有崩山坪、豬仔藔、山豬肉頭、復興藔、水堀、鹿藔、下山等，在日治期初期的官方地圖上已有記載。此外，本地區尚有肉桶湖、竹子寮、水哮、龍尾等聚落。

## 交通
鄉道投49線（大人凍林道、頂林路、大鞍林道）是竹山至龍鳳峽的道路，大致經過本地區西部及南部。由該道路向西北可前往田子東南部、大坑並止於鄉道投48線路口；向東南可前往勞水坑東北部的龍鳳峽並止於鄉道投51線終點路口。

## 學校
- 大鞍國小